# Чемпионат мира по футболу среди молодёжных команд 1991
Чемпионат мира по футболу среди молодёжных команд 1991 года (англ. 1991 FIFA World Youth Championship) — 8-й чемпионат мира, проходивший с 14 июня по 30 июня в Португалии. Матчи проходили в городах Порту, Лиссабон, Брага, Гимарайнш и Фару. В турнире приняли участие 16 молодёжных сборных, сыгравших 32 игры. Матчи турнира посетило 731 500 зрителей (в среднем 22 859 за игру). Чемпионат второй раз в своей истории выиграла сборная Португалии. Лучшим игроком турнира был признан полузащитник сборной Португалии Эмилиу Пейши.

## Квалификация
В финальную часть чемпионата мира вышли 15 команд по итогам континентальных чемпионатов и хозяева турнира сборная Португалии.
| Конфедерация | Отборочный турнир                                               | Сборные                              |
| ------------ | --------------------------------------------------------------- | ------------------------------------ |
| АФК          | Чемпионат Азии по футболу 1990 (юноши до 19 лет)                | Корея Сирия                          |
| КАФ          | Чемпионат Африки по футболу среди молодёжных команд 1991        | Кот-д’Ивуар Египет                   |
| КОНКАКАФ     | Чемпионат КОНКАКАФ среди молодёжных команд 1990                 | Мексика Тринидад и Тобаго1           |
| КОНМЕБОЛ     | Чемпионат Южной Америки по футболу среди молодёжных команд 1991 | Аргентина Бразилия Уругвай           |
| ОФК          | Чемпионат Океании по футболу среди молодёжных команд 1990       | Австралия                            |
| УЕФА         | Страна-организатор                                              | Португалия                           |
| УЕФА         | Чемпионат Европы по футболу 1990 (юноши до 18 лет)              | Англия Ирландия СССР Испания Швеция1 |

1.↑ Дебютанты чемпионата мира.
Заявка сборной СССР: вратари — Александр Помазун («Металлист»), Андрей Новосадов (ЦСКА), Геннадий Тумилович («Динамо» Мн); полевые игроки — Ерванд Крбашян («Арарат»), Сергей Мандреко («Памир»), Сергей Мамчур («Днепр»), Валерий Минько (ЦСКА), Евгений Бушманов («Спартак» М), Дмитрий Михайленко («Днепр»), Сергей Щербаков («Шахтёр»), Дмитрий Карсаков (ЦСКА), Сергей Коновалов («Днепр»), Владимир Шаран («Карпаты»), Дмитрий Климович («Динамо» Мн), Алексей Гущин (ЦСКА), Юрий Дроздов («Динамо» М), Виталий Бут («Динамо» М), Армен Бабаларян («Арарат»), Евгений Похлебаев («Днепр»).

Главный тренер — Геннадий Костылев. Помощники главного тренера — Эдуард Маркаров, Алексей Поликанов.

## Групповой этап

### Группа A
| Команда    | И | В | Н | П | ГЗ | ГП | ГР | О |
| ---------- | - | - | - | - | -- | -- | -- | - |
| Португалия | 3 | 3 | 0 | 0 | 6  | 0  | +6 | 6 |
| Корея      | 3 | 1 | 1 | 1 | 2  | 2  | 0  | 3 |
| Ирландия   | 3 | 0 | 2 | 1 | 3  | 5  | -2 | 2 |
| Аргентина  | 3 | 0 | 1 | 2 | 2  | 6  | -4 | 1 |

| Португалия                  | 2:0 | Ирландия |
| --------------------------- | --- | -------- |
| Жуан Пинту 17′ · Капушу 78′ |     |          |

| Аргентина | 0:1 | Корея         |
| --------- | --- | ------------- |
|           |     | Чо Ин Чол 88′ |

| Португалия                            | 3:0 | Аргентина |
| ------------------------------------- | --- | --------- |
| Жил 56′ · Паулу Торрес 80′ · Тони 86′ |     |           |

| Ирландия         | 1:1 | Корея       |
| ---------------- | --- | ----------- |
| Пол Маккарти 58′ |     | Чой Чол 89′ |

| Португалия       | 1:0 | Корея |
| ---------------- | --- | ----- |
| Паулу Торрес 42′ |     |       |

| Ирландия                            | 2:2 | Аргентина                                        |
| ----------------------------------- | --- | ------------------------------------------------ |
| Барри О'Коннор 9′ · Брайан Бёрн 63′ |     | Марсело Дельгадо 55′ · Роберто Молина 57′ (пен.) |

### Группа B
| Команда     | И | В | Н | П | ГЗ | ГП | ГР | О |
| ----------- | - | - | - | - | -- | -- | -- | - |
| Бразилия    | 3 | 2 | 1 | 0 | 6  | 3  | +3 | 5 |
| Мексика     | 3 | 1 | 2 | 0 | 6  | 3  | +3 | 4 |
| Швеция      | 3 | 1 | 0 | 2 | 4  | 6  | -2 | 2 |
| Кот-д’Ивуар | 3 | 0 | 1 | 2 | 3  | 7  | -4 | 1 |

| Бразилия                       | 2:1 | Кот-д’Ивуар       |
| ------------------------------ | --- | ----------------- |
| Андрэу 29′ · Луис Фернанду 79′ |     | Сильвен Тьехи 48′ |

| Мексика                                                     | 3:0 | Швеция |
| ----------------------------------------------------------- | --- | ------ |
| Эктор Эрнандес 20′ · Педро Пинеда 51′ · Дамьян Альварес 64′ |     |        |

| Бразилия                            | 2:2 | Мексика               |
| ----------------------------------- | --- | --------------------- |
| Пауло Нунес 18′ · Луис Фернанду 45′ |     | Педро Пинеда 57′, 67′ |

| Кот-д’Ивуар              | 1:4 | Швеция                                                            |
| ------------------------ | --- | ----------------------------------------------------------------- |
| Амброиз Мамбо 64′ (пен.) |     | Джонни Родлунд 13′ · Андреас Билд 23′, 46′ · Патрик Андерссон 87′ |

| Бразилия                    | 2:0 | Швеция |
| --------------------------- | --- | ------ |
| Пауло Нунес 29′ · Элбер 78′ |     |        |

| Кот-д’Ивуар      | 1:1 | Мексика          |
| ---------------- | --- | ---------------- |
| Амброиз Сери 79′ |     | Педро Пинеда 83′ |

### Группа C
| Команда           | И | В | Н | П | ГЗ | ГП | ГР  | О |
| ----------------- | - | - | - | - | -- | -- | --- | - |
| Австралия         | 3 | 3 | 0 | 0 | 4  | 0  | +4  | 6 |
| СССР              | 3 | 2 | 0 | 1 | 5  | 1  | +4  | 4 |
| Египет            | 3 | 1 | 0 | 2 | 6  | 2  | +4  | 2 |
| Тринидад и Тобаго | 3 | 0 | 0 | 3 | 0  | 12 | -12 | 0 |

| Австралия                    | 2:0 | Тринидад и Тобаго |
| ---------------------------- | --- | ----------------- |
| Пол Окон 52′ · Дэвид Сил 76′ |     |                   |

| Египет | 0:1 | СССР               |
| ------ | --- | ------------------ |
|        |     | Сергей Щербаков 6′ |

Перед игрой у сборной СССР травмировался Помазун, по ходу второго тайма получил травму Новосадов. В ворота встал защитник Мамчур
| Тринидад и Тобаго | 0:6 | Египет |
| ----------------- | --- | --- |
|                   |     | Самир Хуссейн 8′ · Мостафа Садек 24′ · Сами Абдель Халил Исмаил 36′ · Тамер Сакр 60′ · Сами Шешени 79′ · Амир Абдель Азиз 82′ |

| Австралия        | 1:0 | СССР |
| ---------------- | --- | ---- |
| Брэд Мэлоуни 21′ |     |      |

| Тринидад и Тобаго | 0:4 | СССР                                                                                       |
| ----------------- | --- | ------------------------------------------------------------------------------------------ |
|                   |     | Евгений Похлебаев 9′ · Сергей Коновалов 15′ · Дмитрий Михайленко 22′ · Сергей Щербаков 35′ |

| Австралия           | 1:0 | Египет |
| ------------------- | --- | ------ |
| Крис Траяновски 43′ |     |        |

### Группа D
| Команда | И | В | Н | П | ГЗ | ГП | ГР | О |
| ------- | - | - | - | - | -- | -- | -- | - |
| Испания | 3 | 2 | 1 | 0 | 7  | 0  | +7 | 5 |
| Сирия   | 3 | 1 | 2 | 0 | 4  | 3  | +1 | 4 |
| Англия  | 3 | 0 | 2 | 1 | 3  | 4  | -1 | 2 |
| Уругвай | 3 | 0 | 1 | 2 | 0  | 7  | -7 | 1 |

| Англия | 0:1 | Испания  |
| ------ | --- | -------- |
|        |     | Пьер 84′ |

| Сирия             | 1:0 | Уругвай |
| ----------------- | --- | ------- |
| Мунаф Рамадан 57′ |     |         |

| Англия                                   | 3:3 | Сирия                                                  |
| ---------------------------------------- | --- | ------------------------------------------------------ |
| Брэдли Аллен 12′ · Эндрю Ауфорд 69′, 84′ |     | Мунаф Рамадан 18′ · Амман Авад 27′ · Абулатиф Хелу 65′ |

| Испания                                                           | 6:0 | Уругвай |
| ----------------------------------------------------------------- | --- | ------- |
| Пьер 10′ (пен.), 34′ · Урсаис 22′, 75′, 80′ (пен.) · Маурисио 36′ |     |         |

| Англия | 0:0 | Уругвай |
| ------ | --- | ------- |
|        |     |         |

| Испания | 0:0 | Сирия |
| ------- | --- | ----- |
|         |     |       |

## Плей-офф
|  | Четвертьфиналы | Четвертьфиналы |            |      | Полуфиналы        | Полуфиналы        |  |  | Финал   | Финал |
|  |                |                |            |      |                   |                   |  |  |         |       |
|  | 22 июня        |                |            |      |                   |                   |  |  |         |       |
|  |                |                |            |      |                   |                   |  |  |         |       |
|  | Португалия     | 2              |            |      |                   |                   |  |  |         |       |
|  | Португалия     | 2              | 26 июня    |      |                   |                   |  |  |         |       |
|  | Мексика        | 1              |            |      |                   |                   |  |  |         |       |
|  | Мексика        | 1              | Португалия | 1    |                   |                   |  |  |         |       |
|  | 23 июня        |                | Португалия | 1    |                   |                   |  |  |         |       |
|  |                | Австралия      | 0          |      |                   |                   |  |  |         |       |
|  | Австралия      | Австралия      | 0          | 1(5) |                   |                   |  |  |         |       |
|  | Австралия      |                | 30 июня    | 1(5) |                   |                   |  |  |         |       |
|  | Сирия          | 1(4)           |            |      |                   |                   |  |  |         |       |
|  | Сирия          | 1(4)           | Португалия | 0(4) |                   |                   |  |  |         |       |
|  | 22 июня        |                | Португалия | 0(4) |                   |                   |  |  |         |       |
|  |                | Бразилия       | 0(2)       |      |                   |                   |  |  |         |       |
|  | Бразилия       | Бразилия       | 0(2)       | 5    |                   |                   |  |  |         |       |
|  | Бразилия       | 26 июня        |            | 5    |                   |                   |  |  |         |       |
|  | Корея          | 1              |            |      |                   |                   |  |  |         |       |
|  | Корея          | 1              | Бразилия   | 3    | Матч за 3-е место | Матч за 3-е место |  |  |         |       |
|  | 23 июня        |                | Бразилия   | 3    | Матч за 3-е место | Матч за 3-е место |  |  |         |       |
|  |                | СССР           | 0          |      |                   |                   |  |  |         |       |
|  | Испания        | СССР           | 0          | 1    | Австралия         | 1(4)              |  |  |         |       |
|  | Испания        |                |            | 1    | Австралия         | 1(4)              |  |  |         |       |
|  | СССР           | 3              |            | СССР | 1(5)              |                   |  |  |         |       |
|  | СССР           | 3              |            |      | 1(5)              |                   |  |  |         |       |
|  |                |                |            |      |                   |                   |  |  | 29 июня |       |
|  |                |                |            |      |                   |                   |  |  |         |       |

### Четвертьфиналы
| Португалия                         | 2:1 (1:1,1:1) (доп. вр.) | Мексика           |
| ---------------------------------- | ------------------------ | ----------------- |
| Паулу Торрес 3′ (пен.) · Тони 101′ |                          | Бруно Мендоса 35′ |

| Бразилия                                                   | 5:1 | Корея       |
| ---------------------------------------------------------- | --- | ----------- |
| Маркиньос 15′ · Элбер 41′, 67′ · Джаир Кайе Брито 47′, 53′ |     | Чой Чол 40′ |

| Австралия     | 1:1 | Сирия                |
| ------------- | --- | -------------------- |
| Дэвид Сил 20′ |     | Абдул Ллах Мандо 56′ |
| Пенальти      |     |                      |
|               | 5:4 |                      |

| Испания    | 1:3 | СССР                                           |
| ---------- | --- | ---------------------------------------------- |
| Урсаис 85′ |     | Сергей Щербаков 35′, 64′ · Сергей Мандреко 80′ |

### Полуфиналы
| Португалия    | 1:0 | Австралия |
| ------------- | --- | --------- |
| Руй Кошта 31′ |     |           |

| Бразилия                               | 3:0 | СССР |
| -------------------------------------- | --- | ---- |
| Маркиньос 15′ · Кастру 18′ · Элбер 32′ |     |      |

### Матч за 3-е место
| Австралия                                                                       | 1:1 | СССР |
| ------------------------------------------------------------------------------- | --- | --- |
| Дэвид Сил 87′                                                                   |     | Сергей Щербаков 39′ (пен.)                                                                                |
| Пенальти                                                                        |     | |
| Дэвид Сил · Пол Окон · Стив Корика · Марк Бабич · Тони Попович · Роберт Стэнтон | 4:5 | Евгений Похлебаев · Евгений Бушманов · Армен Бабаларян · Сергей Мамчур · Сергей Щербаков · Валерий Минько |

### Финал
| Португалия                                         | 0:0 | Бразилия                           |
| -------------------------------------------------- | --- | ---------------------------------- |
|                                                    |     |                                    |
| Пенальти                                           |     |                                    |
| Жорже Кошта · Луиш Фигу · Паулу Торриш · Руи Кошта | 4:2 | Рамон · Элбер · Андреи · Маркиньос |

| Чемпионат мира по футболу среди молодёжных команд 1991 Победитель |
| ----------------------------------------------------------------- |
| Португалия Второй титул                                           |